# Mihail Ghecev
Mihail Ghecev (Leova, 5 novembre 1997) è un calciatore moldavo, difensore o attaccante attualmente svincolato.

## Caratteristiche tecniche
Nel corso della sua carriera, ha giocato sia come ala d’attacco che come mezzala di centrocampo. Nel 2024, nell’esperienza allo Sheriff Tiraspol, è stato schierato più volte come terzino destro riuscendo a disputare delle ottime partite in quel ruolo. 

## Palmarès

### Club

#### Competizioni nazionali
- Campionato moldavo: 1

Sheriff Tiraspol: 2019
- Coppa di Moldavia: 2

Sheriff Tiraspol: 2018-2019
Sfîntul Gheorghe: 2020-2021
- Cupa Federației: 1

Sfîntul Gheorghe: 2020
- Supercoppa di Moldavia: 1

Sfîntul Gheorghe: 2021